# Frank Hope-Jones
Frank Hope-Jones (1867–1950) fue un experto en cronometría británico. Fundador de la empresa de relojes electrónicos Synchronome (que tuvo éxito en 1921 con el reloj sincrónico Shortt), también influyó en el desarrollo de la tecnología de los sistemas inalámbricos en el Reino Unido.

## Primeros años
Hijo de William Hope-Jones, nació en 1867 en Eastham (península de Wirral), y se educó en la escuela Birkenhead. Era hermano de Robert Hope-Jones, diseñador de órganos eléctricos. Sus padres eran originarios de Ruthin, Gales.

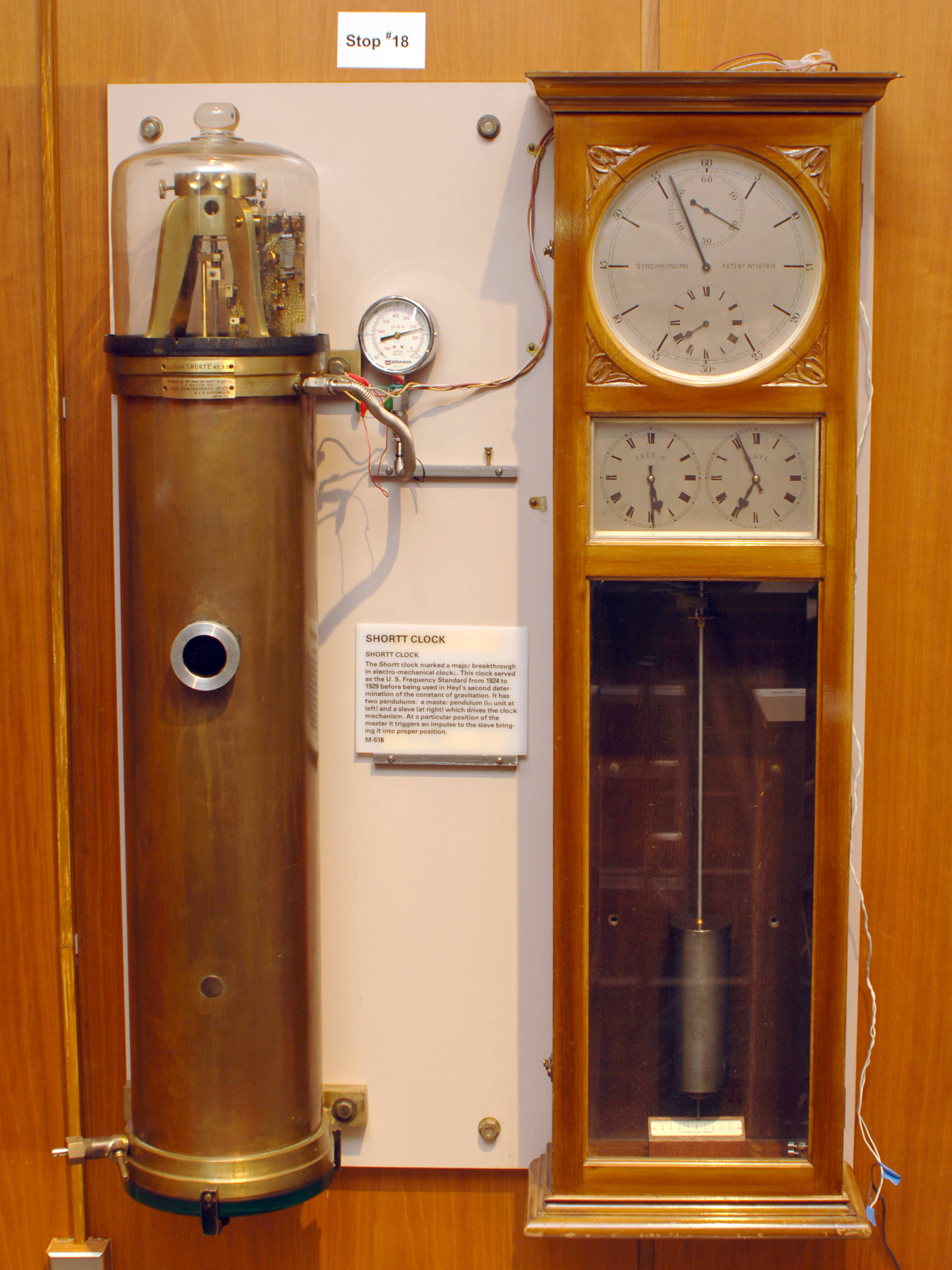
Reloj Shortt-Synchronome en el museo del Instituto Nacional de Estándares y Tecnología de los Estados Unidos (Gaithersburg, Maryland)

## Carrera

### Interés temprano por la electrónica y formación de Synchronome
Frank se interesó en los aparatos eléctricos cuando su hermano mayor Robert trabajaba para una compañía telefónica y lo ayudó cuando comenzó a diseñar y construir órganos eléctricos. Frank se dedicó a los relojes eléctricos y, junto con George Bennett Bowell, fundó la empresa Synchronome en 1895, el mismo año en que ambos consiguieron una importante patente que incorporaba el "interruptor Synchronome". Formaron la empresa Synchronome Syndicate Company de Londres en 1897, con la ayuda de los inversores. Tras un plan cancelado de colocar la empresa en la bolsa de Londres en 1899, Bowell se marchó para dedicarse a sus propios asuntos. Hope-Jones continuó con el negocio, que operaba como Synchronome Company, que no se fundaría formalmente con este nombre hasta 1912.

### Éxito del reloj Shortt-Synchronome
La empresa Synchronome fabricaba relojes maestros accionados eléctricamente, todos ellos utilizando el interruptor Synchronome patentado en 1895, con mejoras posteriores. Se trataba de relojes de péndulo que se activaban automáticamente cada medio minuto por medios mecánicos, y el mecanismo se reiniciaba entonces eléctricamente. William Hamilton Shortt, un talentoso ingeniero ferroviario, se unió a la Synchronome Company en 1912 como director, contribuyendo a los esfuerzos para crear relojes de péndulo de precisión. Los primeros intentos tuvieron poco éxito y sus ensayos quedaron interrumpidos por la Primera Guerra Mundial, pero Shortt persistió y en 1921 se vio reivindicado con el notable éxito del reloj sincrónico Shortt. Estos relojes eran los más precisos disponibles antes del desarrollo de los relojes de cristal de cuarzo y de los relojes atómicos.

### Señales de radio
También estaba interesado en el cronometraje mediante señales de radio, y en 1913 Synchronome comenzó a fabricar el Horophone, un dispositivo para captar señales horarias de radio. Tuvo una gran influencia en la promulgación de la tecnología inalámbrica y fue elegido el primer presidente de la Sociedad Inalámbrica de Londres en 1913, cargo que ocupó durante diez años. En 1921, Hope-Jones organizó una petición de la Sociedad de Radio de Londres al director general de Correos, instando a las autoridades a permitir transmisiones inalámbricas renovadas, después de una prohibición en tiempos de guerra. Este documento fue fundamental para asegurar que el gobierno aceptara permitir transmisiones públicas por Guglielmo Marconi y más tarde por la BBC desde su estación de radio 2LO. En 1924, la legislación hizo que el horario de verano fuera permanente, en lugar de una medida temporal, introducida por primera vez en la guerra. Hope-Jones anunció personalmente la llegada del horario de verano en una transmisión el 12 de abril de 1924, desde un nuevo estudio de la BBC. También sugirió a la BBC que debería transmitir una señal horaria, y en 1925 se transmitieron por primera vez los pitidos de Greenwich.

## Publicaciones
En 1931 publicó Electric Clocks (NAG Press), que ofrecía un estudio completo del campo de la horología eléctrica, con cierto énfasis en el sistema Synchronome, para el que Hope-Jones siguió siendo un incansable promotor. Reelaboró y actualizó significativamente el material para producir "Electrical Timekeeping" (NAG Press) en 1940, que fue nuevamente revisada para una nueva edición en 1949. Esta siguió siendo la publicación clave en idioma inglés sobre relojería eléctrica, hasta que R.H. Miles publicó "Synchronome – Masters of Electrical Timekeeping" (AHS) en 2011.

## Reconocimientos
- En 1946 fue galardonado con la Medalla de Oro del Instituto Horológico Británico.

## Muerte y vida personal
Murió en abril de 1950 en su casa de Richmond, Surrey, a la edad de 83 años. Se había casado con Florence M. Gask (de apellido natal Tippett) en 1917. Tuvieron una hija, Agnes.